# برشاد

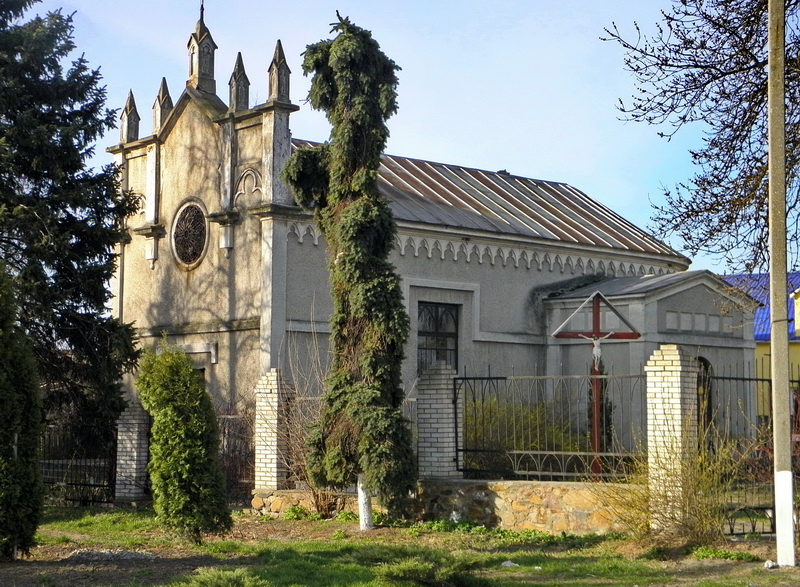
منزلی در شهر برشاد

شهر برشاد (به اوکراینی: Бершадь) در استان وینیتسیا در کشور اوکراین واقع شده‌است. جمعیت این شهر ۱۳٬۳۳۶ نفر  است.

## تاریخچه
در طول جنگ جهانی دوم نیروهای نظامی رومانی، با نظارت نازی‌ها منطقه برشاد را به گتو تبدیل کردند. در طی دوره موسوم به هولوکاست تعداد زیادی از یهودیان ساکن شهر برشاد از گرسنگی تلف شدند. نام خانوادگی بسیاری از یهودیان امروزی برشادسکی یا برشیدسکی است، که اشاره به شهر برشاد دارد. 